# المعارك البحرية لحرب الاستقلال الأمريكية

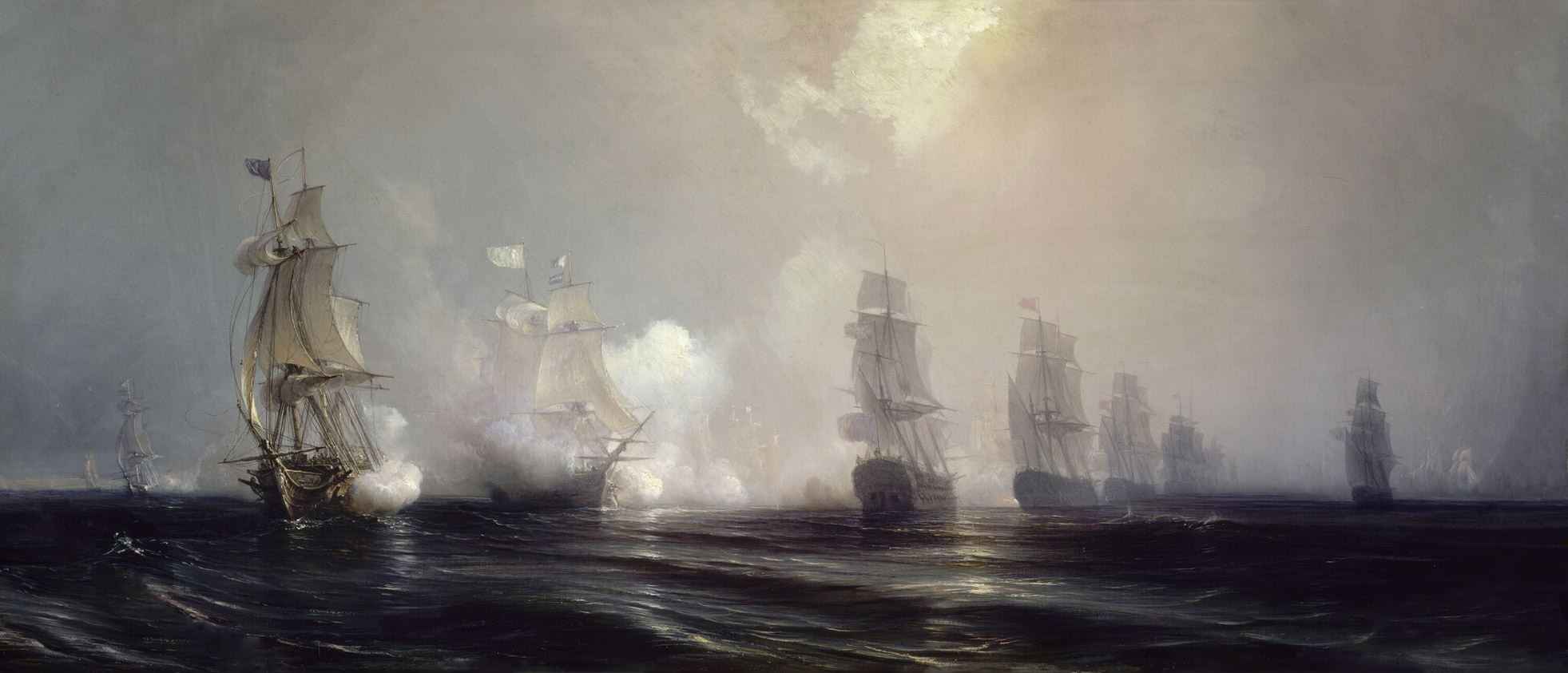

شهدت حرب الاستقلال الأمريكية (American Revolutionary War) سلسلة من المناورات والمعارك العسكرية التي شاركت فيها قوات البحرية الملكية البريطانية والبحرية القارية منذ عام 1775، والبحرية الفرنسية منذ عام 1778 وما بعده. في حين تمتع البريطانيون بانتصارات أكثر عدديًا، فإن هذه المعارك بلغت ذروتها باستسلام قوة الجيش البريطاني التابعة للفريق إيرل تشارلز كورنواليس، وهو الحدث الذي أدى بشكل مباشر إلى بداية مفاوضات سلام جادة وإنهاء الحرب في نهاية المطاف. منذ بداية الأعمال العدائية، حاصرت محطة أمريكا الشمالية البريطانية تحت قيادة الفريق صموئيل جرافز الموانئ الاستعمارية الكبرى وشنَّت غارات ضد الوطنيين. ولم يكن بوسع القوى الاستعمارية أن تفعل إلا أقل القليل لوقف هذه التطورات بسبب السيادة البحرية البريطانية. في عام 1777، شَّنت مستعمرات القرصنة التفويضية غارات على المياه البريطانية وأسرت السفن التجارية التي سحبتها إلى الموانئ الفرنسية والإسبانية، على الرغم من أن كلا منهما كان محايدًا رسميًا. في محاولة لتحدي بريطانيا، وقَّعت فرنسا على معاهدة تحالف مع أمريكا في فبراير عام 1778، لكنها توقفت عن إعلان الحرب على بريطانيا. فقد أرغمت مخاطر الغزو الفرنسي البريطانيين على تركيز قواتهم في بحر المانش، الأمر الذي جعل قواتها في أمريكا الشمالية عُرضة للهجمات.
دخلت فرنسا الحرب بشكل رسمي في 17 يونيو من عام 1778، وأمضت السفن الفرنسية المرسلة إلى نصف الأرض الغربي معظم العام في الهند الغربية، ولم تبحر إلا نحو المستعمرات الثلاث عشرة في الفترة من يوليو إلى نوفمبر. في الحملة الفرنسية الأمريكية الأولى، حاول أسطول فرنسي بقيادة الفريق الكونت تشارلز هنري هيكتور ديستان الهبوط في نيويورك ونيوبورت، ولكن بسبب مزيج من سوء التنسيق وسوء الأحوال الجوية، فإن قوات ديستان والفريق اللورد ريتشارد هاو البحرية لم تشتبكا خلال عام 1778. بعد مغادرة الأسطول الفرنسي، حول البريطانيون انتباههم إلى الجنوب. في عام 1779 عاد الأسطول الفرنسي لمساعدة القوات الأمريكية في محاولة استعادة سافانا من القوات البريطانية ومع ذلك فقد فشل ذلك في قيادة المنتصرين البريطانيين للبقاء في السيطرة حتى أواخر عام 1782.
في عام 1780، هبط أسطول آخر مؤلف من ستة آلاف جندي تحت قيادة الفريق كوميت دي روتشامبس، في نيوبورت، وبعد ذلك بفترة وجيزة حاصره البريطانيون. في أوائل عام 1781، خطط الفريق الأول جورج واشنطن إلى جانب كوميت دي روتشامبس لشن هجوم ضد البريطانيين في منطقة خليج تشيزبيك بالتنسيق مع وصول أسطول كبير بقيادة الفريق فرانسوا جوزيف بول دي جراس من الهند الغربية. وقد تم تحذير الفريق البريطاني البارون جورج بريدجز رودني، الذي كان يتعقب دي جراس حول الهند الغربية، من رحيل الأخير، لكنه لم يكن متأكدًا من وجهة الأميرال الفرنسي. وانطلاقًا من اعتقاد رودني بأن دي جراس سوف يعيد جزءًا من أسطوله إلى أوروبا، فقد انفصل رودني عن اللواء صموئيل هود إلى جانب 15 سفينة بهدف العثور على وجهة دي جراس في أمريكا الشمالية. أبحر رودني، الذي عانى المرض، إلى أوروبا مع بقية أسطوله من أجل التعافي وإعادة تجنيد بعض العناصر وتجنب موسم الأعاصير في المحيط الأطلسي.
كانت القوات البحرية البريطانية في أمريكا الشمالية والهند الغربية أضعف من الأساطيل المشتركة لفرنسا وإسبانيا، وبعد تردد كبير من قِبَل قادة البحرية البريطانية، سيطر الأسطول الفرنسي على خليج تشيزبيك، وهبط بقواته بالقرب من مدينة يوركتاون. وحاولت البحرية الملكية الاعتراض على هذه السيطرة في المعركة الرئيسية في تشيزبيك في 5 سبتمبر، لكن تمت هزيمة الفريق توماس جرافز. في ظل الحماية من قِبَل السفن الفرنسية، أحاطت القوات الفرنسية الأمريكية القوات البريطانية وأجبرتها على الاستسلام تحت قيادة الفريق كورنواليس، ويذلك اختُتمت العمليات الرئيسية في أمريكا الشمالية. عند وصول هذه الأنباء إلى لندن، سقطت حكومة الفريق فريدريك نورث، ودخلت وزارة روكينجهام التالية في مفاوضات السلام. وقد بلغت هذه الخطوات ذروتها في معاهدة باريس عام 1783، التي اعترف فيها الملك جورج الثالث باستقلال الولايات المتحدة الأمريكية.

## في أعقاب الكارثة
تسبب التراجع البريطاني في حالة من الفوضى في موجة من الذعر بين السكان الموالين. ولم يتم تلقي أنباء الهزيمة بشكل جيد في لندن. كتب الملك جورج الثالث (قبل أن يعلم باستسلام كورنواليس) أنه «بعد معرفة هزيمة أسطولنا [...] أعتقد تقريبًا أن الإمبراطورية قد دمرت». ترك النجاح الفرنسي في تطويق كورنواليس سيطرة تامة على خليج تشيزبيك. بالإضافة إلى أسر عدد من السفن البريطانية الصغيرة، قام دي جراس و دي باراس بتعيين سفنهما الصغيرة للمساعدة في نقل قوات واشنطن وروشامبو من إيلك، ماريلاند إلى يوركتاون.
لم يكن حتى تاريخ 23 ديسمبر أن يتم إعلام جرافز وكلينتون أن الأسطول الفرنسي في تشيزبيك قد وصل عدده إلى 36 سفينة. جاءت هذه الأنباء من رسالة تسللها كورنواليس في السابع عشر، ورافقها التماس للمساعدة: «إذا لم يكن بوسعك أن تسعفني بالقريب العاجل، يجب أن تكون مستعدًا لسماع أسوأ خبر». بعد تنفيذ الإصلاحات في نيويورك، أبحر الفريق جرافز في 19 أكتوبر من نيويورك مع 25 سفينة مؤلفة من 7000 جندي لمساعدة كورنواليس. لكن كان ذلك بعد يومين من استسلام كورنواليس في يوركتاون. يعترف الجنرال واشنطن لدي جراس بأهمية دوره في النصر قائلًا: «لقد لاحظتم أنه مهما كانت الجهود التي تبذلها الجيوش البرية، يجب أن يكون للبحرية صوت في المعركة الحالية». وقد أدَّى الاستسلام النهائي لكورنواليس إلى عقد مفاوضة السلام بعد عامين والاعتراف البريطاني باستقلالية الولايات المتحدة الأمريكية.
عاد الفريق دي جراس مع أسطوله إلى الهند الغربية. في اشتباك كبير أوقف الخطط الفرنسية الإسبانية للاستيلاء على جامايكا في عام 1782، هُزِمَ دي جراس على يد رودني وتم أسره في معركة سانتس. قد فقدت طائرته الرئيسية في مدينة باريس في البحر في عاصفة أثناء عودتها إلى إنجلترا كجزء من أسطول بقيادة الفريق جرافز. على الرغم من الجدال الدائر حول سلوكه في هذه المعركة، إلا أن جرافز استمر في الخدمة، وحصل على ترقية ليُصبح لواء وتقلَّد أيضًا رُتبة نبيلة إيرلندية.